# Antonio Maria Lupi
Antonio Maria Lupi (o Antonmaria Lupi) (Firenze, 14 luglio 1695 – Palermo, 3 novembre 1737) è stato un presbitero, epigrafista e antiquario italiano.

## Biografia
Nacque da antica famiglia fiorentina ( i Lupi erano di discendenza nobile dei marchesi di Soragna), entrò nei Gesuiti il 16 dicembre 1711. Studiò scienze naturali, francese, spagnolo e lingue antiche (latino, greco oltre l' ebraico). Studiò anche filologia e filosofia a Macerata, insegnò al Convitto Tolomei per nobili e divenne rettore del Seminario Romano a Siena. Nel 1733, a malincuore, accettò l'incarico di professore di retorica e di rettore del Collegio gesuitico dei nobili a Palermo; si impegnò molto con i suoi giovani allievi, aiutandoli nello studio della retorica, oratoria, lettere, critica, poetica, mitologia, latino, greco, araldica, storia, epigrafia antica, fisica e genealogia; qui morì a soli 45 anni.
Nel suo soggiorno a Roma si interessò di teologia e, in contatto con alcuni eruditi dell'epoca (Giovanni Marangoni e Marcantonio Boldetti), si interessò agli studi delle epigrafi paleocristiane: studiò le iscrizioni cristiane sepolcrali e delle chiese riportate nel codice Lateranense 9143 e in alcuni manoscritti adesso custoditi nella Biblioteca Nazionale. Studiò inoltre iscrizioni provenienti da Pereto, presso Carsoli (AQ), e le iscrizioni cristiane funebri tratte dalle catacombe di Palermo. Raccolse informazioni ed i manufatti che gli consentirono di approfondire le conoscenze sui primi riti cristiani, in particolare per quello del battesimo, e sulle antiche basiliche.
Dettò l'iscrizione scolpita sulla facciata di San Giovanni in Laterano.
La sua opera principale fu uno studio sull'epitaffio di Santa Severa martire (Dissertatio et Animadversiones ad nuper inventum Severae Martyris Epitaphium, Palermo, 1734). In realtà non si tratta dell'iscrizione di una martire, ma di una semplice cristiana deceduta nel 269, di cui era stato scoperto nel 1730 il sepolcro sulla via Salaria. L'iscrizione marmorea è stata portata nel Museo cristiano lateranense, presso i Musei Vaticani. L'altra sua opera pubblicata postuma sono le "Dissertazioni Filologiche Antiquarie" (Arezzo, 1753).

## Opere pubblicate
- Due discorsi accademici, il primo dell'anno, il secondo del giorno della Nascita di Gesù Cristo. Queste dissertazioni, lette dal Lupi nell'accademia palermitana dei pastori Ereini, furono pubblicate da Angelo Calogerà nel tomo XXII della sua Raccolta d'opuscoli scientifici e filologici[3] – Discorso accademico nell'acclamazione del nuovo Arcipastore dell'Accademia degli Ereini, inserito nel tomo XXIV della Raccolta del Calogerà.[4]
- (LA) Antonio Maria Lupi, Dissertatio et animadvertiones ad nuper inventum Severae martyris epitaphium, Palermo, ex typ. Stephani Amato, 1734. (con 20 immagini in rame di Antonino Bova)[5]
- (LA) Antonio Maria Lupi, Theses historicae, Chronologicae, criticae, philologicae, etc., ad Vitam S. Constantini Magni Imperatoris Augusti pro disputatione habenda in Regali Collegio Carolino Nobilium, in Antonio Francesco Gori (a cura di), Symbolae litterariae, vol. 9, Florentiae, ex Imperiali Typographio, 1752.
- Antonio Maria Lupi, Dissertazioni e lettere filologiche antiquarie, Arezzo, per Michele Bellotti stampatore vescovile, 1753.
- Antonio Maria Lupi, Dissertazioni, lettere e operette del padre Anton Maria Lupi, a cura di Francesco Antonio Zaccaria, vol. 1, Faenza, nella stamperia di Gioseffantonio Archi, 1785.
- Antonio Maria Lupi, Dissertazioni, lettere e operette del padre Anton Maria Lupi, a cura di Francesco Antonio Zaccaria, vol. 2, Faenza, nella stamperia di Gioseffantonio Archi, 1785.